# Hyalinothrix gracilis
Hyalinothrix gracilis är en sjöstjärneart som beskrevs av Khwaja Muhammad Sultanul Aziz och Jacques Jangoux 1985. Hyalinothrix gracilis ingår i släktet Hyalinothrix och familjen Ganeriidae. Inga underarter finns listade i Catalogue of Life.